# Guzmania hollinensis
Guzmania hollinensis är en gräsväxtart som beskrevs av Hans Edmund Luther. Guzmania hollinensis ingår i släktet Guzmania och familjen Bromeliaceae. Inga underarter finns listade i Catalogue of Life.